# Scurtu Mare, Teleorman
Scurtu Mare este satul de reședință al comunei cu același nume din județul Teleorman, Muntenia, România.